# 扎萊茨市鎮

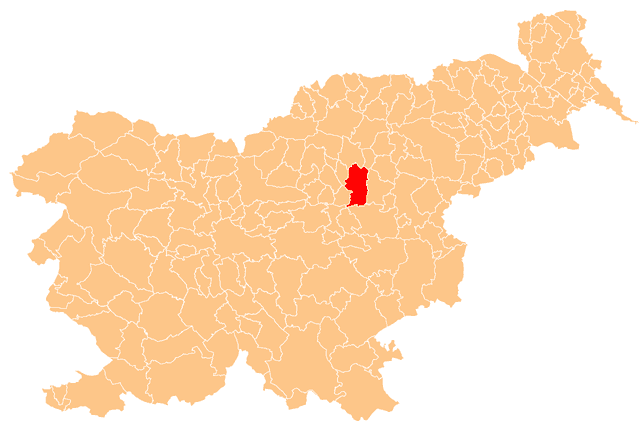
扎萊茨市鎮在斯洛文尼亚的位置

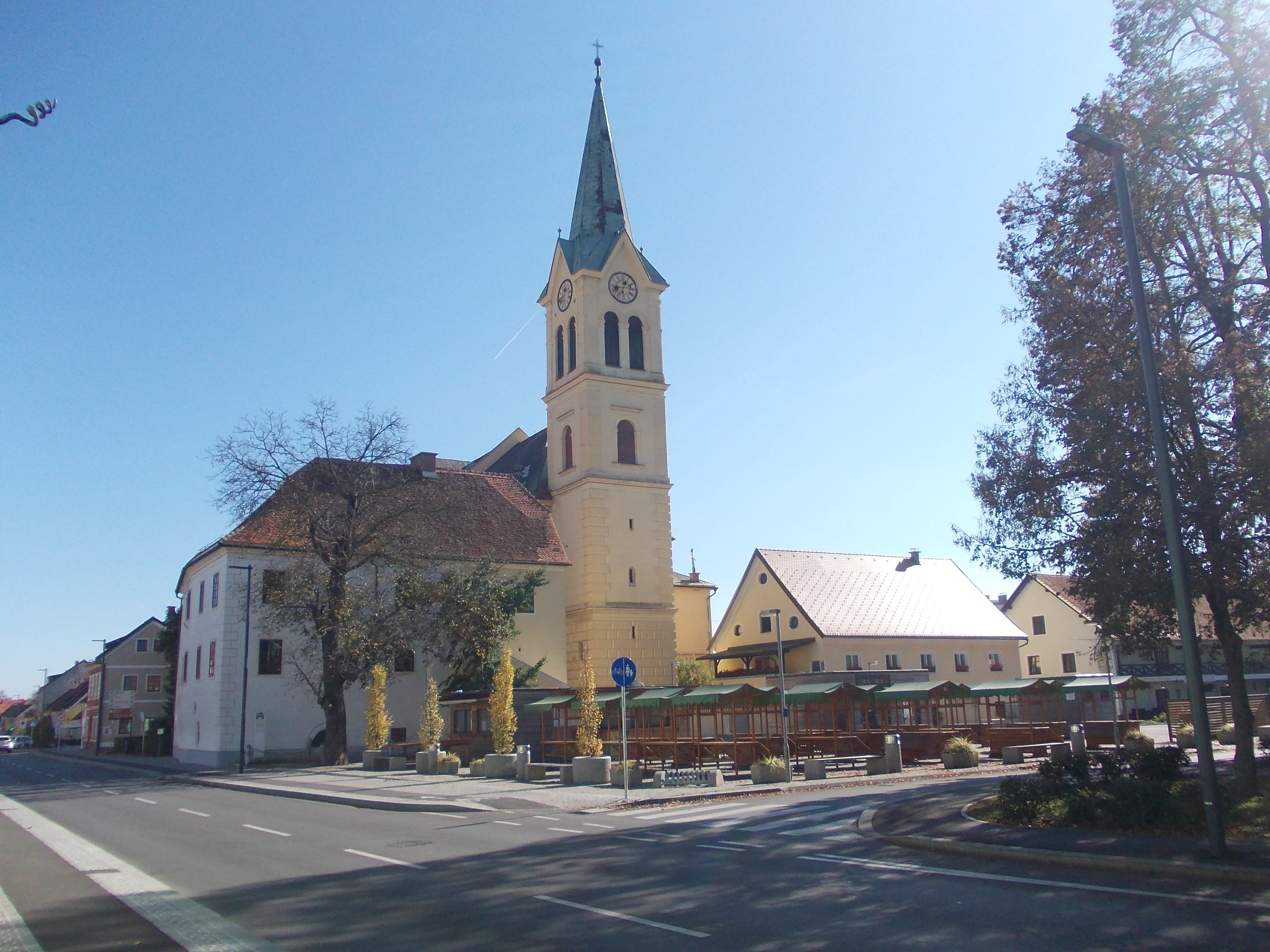
教堂

46°15′40″N 15°9′40″E / 46.26111°N 15.16111°E
扎萊茨市鎮是斯洛文尼亞東北部的市镇，處於下施蒂利亞地區，行政中心为扎萊茨。市镇面積为117.1平方公里，2002年人口数量为20,335人，人口密度每平方公里170人。现今范围的市镇设立于1998年8月7日，其时面积更大的扎萊茨市鎮分成六个面积更小的市镇。